# Оджак (родовище)
Оджак (в часи існування СРСР було відомо під назвою Ачак) – газоконденсатне родовище на північному сході Туркменістану. Перше введене у розробку туркменське газове родовище (до того у прикаспійському регіону розпочали використання попутного газу нафтових родовищ). 
Поклади вуглеводнів родовища пов’язані із відкладами нижньої крейди (аптський ярус, неоком), верхньої юри (титонський ярус) та верхньої/середньої юри (оксфордський/келовейський яруси). Глибина залягання покрівлі продуктивних пластів від 1404 до 2151 метрів. За типом поклади відносяться до пластових, пластових тектонічно екранованих та масивно-пластових. Як колектори у нижньокрейдових відкладах виступають пісковики, а для юрських відкладів – карбонати. Пористість коливається в межах 14 – 25%.
За міжнародною класифікацією Оджак відноситься до категорії гігантських. Його початкові видобувні запаси оцінили у 122 млрд м3 газу та 2,3 млн тон конденсату.
В лютому 1966-го на Оджак отримали промисловий приплив із  нижньокрейдових відкладів, після чого восени того ж року ввели родовище у дослідно-промислову експлуатацію із підключенням до трубопроводу Бухара – Урал. В 1967-му почалась повноцінна експлуатація з видачею продукції по перемичці завдовжки 13 км до черги І системи Середня Азія - Центр. 
За тривалу історію розробки на Оджак використовували 78 свердловин. Враховуючи багатопластовий характер родовища, більшість з них була освоєна за методикою одночасно-роздільної експлуатації.